# Vice Versa (Son Mieux)
Vice Versa is de debuut-ep van de Nederlandse discopopgroep Son Mieux. De ep werd in eigen beheer uitgebracht op 28 oktober 2016.

## Singles
Er verschenen twee singles. Na de uitgave van "Easy" op 5 oktober 2015 werd Son Mieux op 11 oktober uitgeroepen tot 3FM Serious Talent. Het nummer werd op 15 oktober live gespeeld tijdens het vaste muzikale intermezzo van het tv-programma De Wereld Draait Door. De muziek werd gebruikt in reclames van Deezer, McDonald's en ING. De tweede single "Even" werd uitgeroepen tot 3FM Megahit en bereikte #11 in de Tipparade.

## Ontvangst
Janosch Tröhler van het Zwitserse magazine Negative White noemde Vice Versa "de soundtrack van de aanstaande lente". Volgens hem bevat de ep het optimisme dat meer dan ooit nodig is. Hij begreep echter weinig van de strategie achter het uitbrengen van de ep, aangezien alle nummers al beschikbaar waren en er geen nieuw materiaal aangeboden werd.

## Tracklist
| Nr. | Titel     | Duur |
| --- | --------- | ---- |
| 1.  | Feels     | 3:26 |
| 2.  | Easy      | 2:34 |
| 3.  | Even      | 3:15 |
| 4.  | For Those | 3:12 |
| 5.  | Ride      | 2:57 |